# W. S. Gilbert
William Schwenck Gilbert (Londres, Inglaterra, 18 de noviembre de 1836-Harrow (Londres), 29 de mayo de 1911) fue un dramaturgo, libretista e ilustrador inglés. Es conocido por sus 14 óperas cómicas producidas en colaboración con el compositor sir Arthur Sullivan, entre las que se encuentran H.M.S. Pinafore, The Pirates of Penzance y una de las obras representadas con mayor frecuencia en la historia del teatro musical, El Mikado. Estas, así como otras de sus óperas del Savoy, siguen siendo interpretadas regularmente a nivel mundial.
Gilbert también escribió Bab Ballads, una colección de versos ligeros acompañados por caricaturas realizadas por él mismo. Además, escribió más de 75 obras y libretos, numerosas historias, poemas, canciones y otras piezas, tanto serias como cómicas. Sus obras y su estilo realista para la dirección teatral inspiraron a otros artistas, incluyendo a Oscar Wilde y George Bernard Shaw. De acuerdo con The Cambridge History of English and American Literature, la «facilidad lírica [de Gilbert] y su maestría de la métrica elevó la calidad poética de la ópera cómica a una posición que no había alcanzado antes y que no ha vuelto a alcanzar desde entonces».

## Primeros años y carrera

### Inicios
Gilbert nació en el número 17 de Southampton Street en Strand (Londres). Su padre, quien también se llamaba William Gilbert, fue un cirujano naval que más tarde se convirtió en escritor de novelas y cuentos, algunos de los cuales fueron ilustrados precisamente por su hijo. La madre de Gilbert fue Ann Mary Bye Morris, hija del Dr. Thomas Morris. Sus padres eran distantes y severos y Gilbert nunca tuvo una relación cercana con ellos. Después de la separación de sus padres en 1876 las relaciones empeoraron, especialmente con su madre. Gilbert tuvo tres hermanas menores: Jane Morris, quien se casó con Alfred Weigall, un miniaturista; Maude y Florence (ninguna de las dos se casó). Gilbert era apodado «Bab», diminutivo de baby (bebé), y «Schwenck», en honor al padre de sus padrinos.
Siendo un niño, Gilbert viajó por Europa con sus padres hasta establecerse finalmente en Londres en 1849. Fue educado en Boulogne-sur-Mer (Francia) a partir de los siete años de edad (más tarde llevaría un diario en francés para que los sirvientes no pudieran leerlo), continuó su educación en la Western Grammar School en Brompton (Londres) y más tarde en la Great Ealing School, en donde fue delegado escolar, escribió obras para presentaciones escolares y colaboró con la escenografía. Más tarde, asistió al King's College de Londres, graduándose en 1856. Solicitó un puesto en los Gordon Highlanders, pero, con el inesperado fin de la Guerra de Crimea, no eran necesarios tantos soldados y sólo había puestos civiles, por lo que sirvió en el Servicio Civil por cuatro años, trabajo que no le agradó. En 1859, se unió a la recién formada Fuerza Voluntaria, en la cual permaneció hasta 1878, alcanzando el rango de Capitán. En 1863, recibió una herencia de 300 £, que usó para abandonar el Servicio Civil e iniciar una carrera poco exitosa como barrister (ya había entrado al Inner Temple como estudiante), promediando sólo cinco clientes por año.
A partir de 1861, para aumentar sus ingresos, Gilbert compuso cuentos, arengas cómicas, ilustraciones grotescas, críticas de teatro (muchas de las cuales eran una parodia de la obra criticada) y, bajo el pseudónimo de «Bab», ilustró poemas para varias revistas cómicas, principalmente Fun, iniciada en 1861 por Henry James Byron. También publicó cuentos, artículos y críticas en publicaciones como The Cornhill Magazine, London Society, Tinsley's Magazine y Temple Bar Magazine. Además, Gilbert era el corresponsal en Londres de L'Invalide Russe y un crítico de drama para el Illustrated London Times. En los años 1860, contribuyó con los anuarios navideños de Tom Hood, con Saturday Night, Comic News y Savage Club Papers. En 1870, The Observer lo envió como corresponsal a Francia para cubrir la Guerra Franco-prusiana.

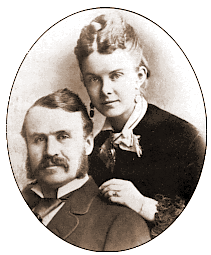
Gilbert y su esposa, Lucy, en 1867.

Los poemas publicado en Fun e ilustrados por Gilbert fueron un éxito y se reimprimieron en forma de libro con el título de Bad Ballads. Más tarde, Gilbert usaría este material como base para sus obras y óperas. Junto con sus colegas de Fun, entre los que estaban Thomas William Robertson, Tom Hood, Clement Scott y Francis Burnand, frecuentaba el Arundel Club, el Savage Club y especialmente el Evan's Café, donde se encontraba con miembros de la revista Punch, competidora de Fun.
Gilbert se casó con Lucy Agnes Turner en 1867, de 17 años, a quien había escrito cartas románticas durante años. Gilbert y Lucy tenían mucha vida social en Londres y, más tarde, en Grim's Dyke, continuaron organizando fiestas y siendo invitados a otros hogares, imagen ésta que contrasta con la ofrecida en, por ejemplo, la película Topsy-Turvy. La pareja no tuvo hijos, pero sí varias mascotas, algunas de origen exótico.

### Primeras obras
Gilbert escribió y dirigió varias obras cuando estaba en la escuela, pero su primera producción profesional fue Uncle Baby, la cual fue representada durante siete semanas en el otoño de 1863.
En 1865-66, Gilbert colaboró con Charles Millward en varias pantomimas, incluyendo una llamada «Hush-a-Bye, Baby, On the Tree Top, or, Harlequin Fortunia, King Frog of Frog Island, and the Magic Toys of Lowther Arcade» (1866). Sin embargo, el primer éxito en solitario de Gilbert vino unos pocos días después del estreno de Hush-a-Bye Baby. Alguien había pedido a su amigo Tom Robertson escribir una pantomima, pero él no se creía capaz de hacerlo en menos de dos semanas, por lo que recomendó a Gilbert. Escrita en menos de diez días, Dulcamara, or the Little Duck and the Great Quack, una parodia de L'elisir d'amore de Gaetano Donizetti, fue extremadamente popular. Como consecuencia, Gilbert escribió una serie de óperas cómicas, pantomimas y farsas, llenas de calambures (tradicionales en las parodias de ese periodo), aunque mostrando, al mismo tiempo, señales de sátira, la cual sería característica de los trabajos posteriores de Gilbert.
La última parodia de ópera de Gilbert, Robert the Devil, una burla de la ópera de Giacomo Meyerbeer Robert le diable, formó parte del ciclo de inauguración del Gaiety Theatre en Londres en 1868. La pieza fue su mayor éxito en aquel entonces, siendo representada durante más de 100 noches en ese local y más tarde interpretada en otras partes de Inglaterra.
En el teatro victoriano «degradar temas bellos y elevados... había sido normal en las parodias y se esperaba que así fuera». Sin embargo, las parodias realizadas por Gilbert eran consideradas inusualmente de buen gusto comparadas con las de otros dramaturgos en el teatro londinense. A partir de 1869, Gilbert se alejaría de este estilo y empezó a escribir obras con argumentos originales y menos calambures.

### Los espectáculos de German Reed y otras obras de principios de los años 1870
Cuando Gilbert empezó a escribir, el teatro había perdido reputación. Operetas pésimamente traducidas y adaptadas del francés y parodias pobremente escritas y lascivas dominaban los escenarios londinenses. Como lo describió Jessie Bond, «tragedias rebuscadas y farsas vulgares eran todo lo que el espectador podía escoger y el teatro se había convertido en un lugar de mala reputación para el jefe de familia británico».
Desde 1869 hasta 1875, Gilbert se unió a una de las figuras líderes en la reforma teatral, Thomas German Reed (y su esposa Priscilla Horton), cuya Gallery of Illustration buscaba recuperar la respetabilidad del teatro ofreciendo espectáculos familiares en Londres. Tres meses después del estreno de la última parodia de Gilbert (The Pretty Druidess), se produjo la primera de sus piezas para la Gallery of Illustration, No Cards. Gilbert creó seis espectáculos musicales para German Reed, algunas con música compuesta por este mismo productor.
El ambiente en el teatro de los German Reed permitió a Gilbert desarrollar un estilo personal y controlar con libertad todos los aspectos de la producción, incluyendo decorados, vestuario, dirección y administración. Estos trabajos fueron un éxito, siendo Ages Ago (1869) el primer gran triunfo de Gilbert en la Gallery of Illustration. Ages Ago también marcó el inicio de su colaboración con el compositor Frederic Clay, una asociación que duraría siete años y produciría cuatro obras. Fue en uno de los ensayos para Ages Ago en donde Clay presentó a su amigo Arthur Sullivan a Gilbert.

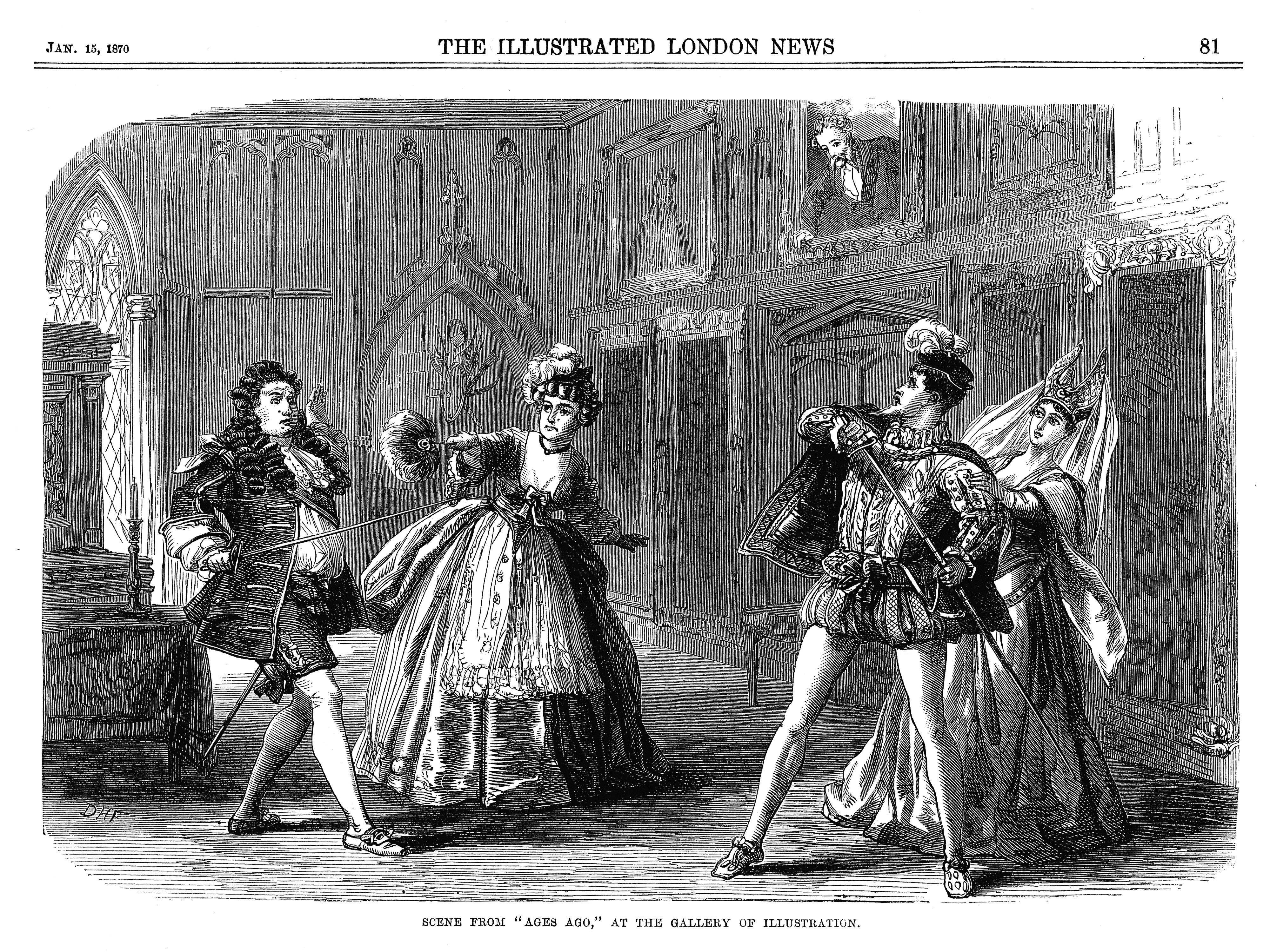
Ages Ago, 1870.

Muchos de los elementos argumentales de los espectáculos de German Reed (así como algunos de sus primeras obras y las Bab Ballads) serían usados nuevamente por Gilbert en las óperas que realizó con Sullivan. Estos elementos incluyen pinturas cobrando vida (Ages Ago, usado de nuevo en Ruddigore), una niñera sorda que confía al hijo de un noble a un «pirata» en lugar de a un «piloto» (Our Island Home, 1870, usado en The Pirates of Penzance) y la señora madura con carácter que es «un gusto adquirido» (Eyes and No Eyes, 1875, usado en El Mikado). Durante este periodo, Gilbert perfeccionó el estilo «topsy-turvy» (desordenado, revuelto) que había estado desarrollando en sus Bab Ballads, donde el humor era producido al crear una premisa ridícula y trabajar el desarrollo de la historia de manera que aunque absurda, sea lógica. Mike Leigh describe el estilo de Gilbert de la siguiente manera: «Con gran fluidez y libertad, [Gilbert] desafía continuamente nuestras expectativas naturales. Primero, dentro del marco de la historia, hace que cosas absurdas sucedan y vuelve el mundo al revés. Así el Juez Letrado casa a los Contrayentes, los soldados se transforman en estetas y así por el estilo y casi todas las óperas son resueltas por un experimentado movimiento... Su genio es fusionar opuestos con una prestidigitación imperceptible, mezclar lo irreal con lo real y la caricatura con lo natural. En otras palabras, decir una historia perfectamente escandalosa en una manera completamente inexpresiva».

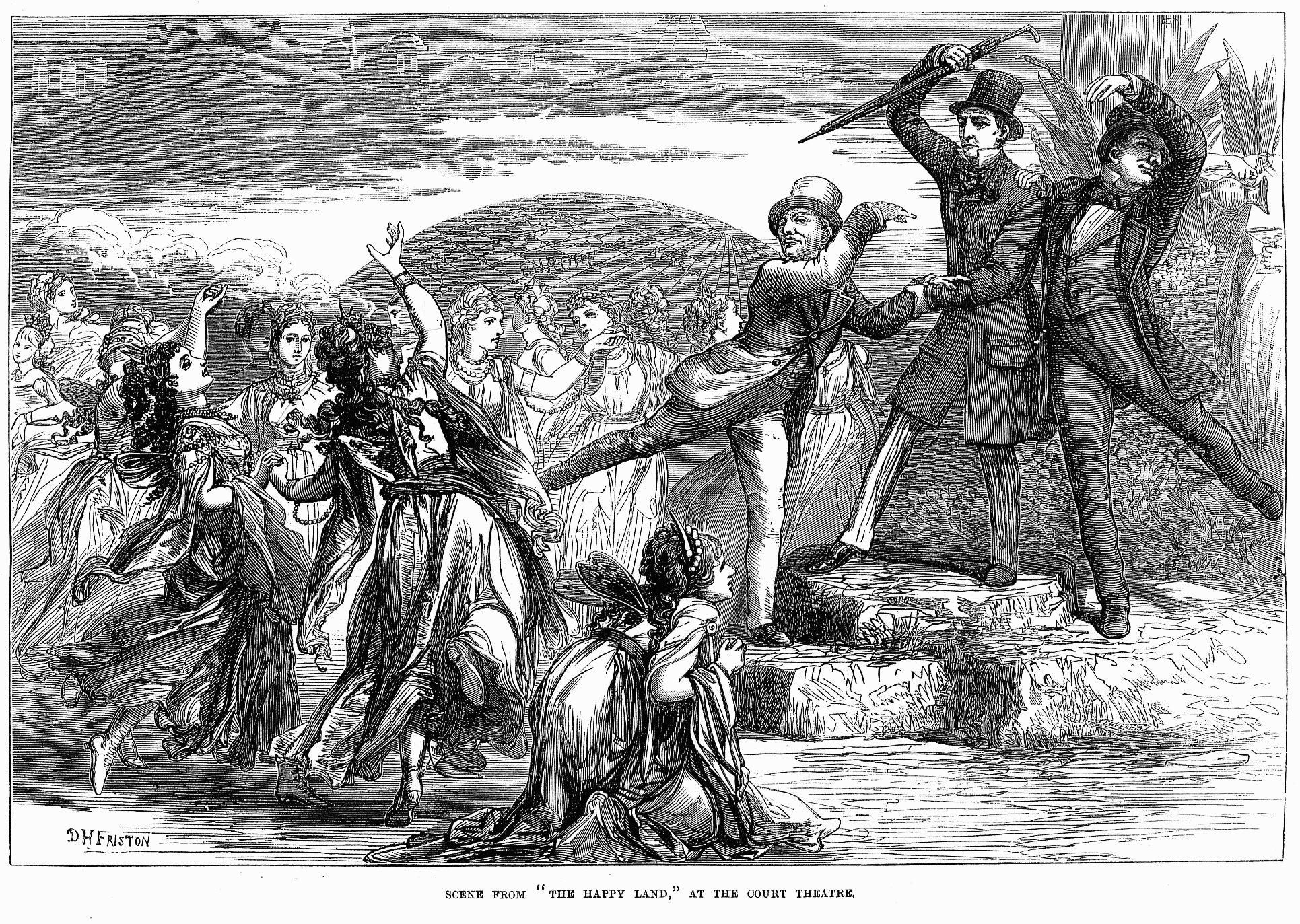
Escena de The Happy Land, tomada del Illustrated London News de 22 de marzo de 1873, ilustrada por D. H. Friston.

Al mismo tiempo que trabajaba con German Reed, Gilbert creó varias «comedias de hadas» en el Teatro Haymarket. Esta serie de obras fueron realizadas basándose en la idea de autorrevelación de los personajes bajo la influencia de algún tipo de magia o interferencias sobrenaturales. La primera de estas obras fue The Palace of Truth (1870), basada en una historia de Félicité de Genlis. Otra de estas obras fue Creatures of Impulse, cuya música fue compuesta por el italiano Alberto Randegger. En 1871, Gilbert alcanzó su mayor éxito hasta la fecha con Pygmalion and Galatea, una de las siete obras que produjo ese año. Esas obras y sus sucesoras The Wicked World (1873), Sweethearts (1874) y Broken Hearts (1875) hicieron por Gilbert en el teatro dramático lo que los espectáculos de German Reed habían hecho por él en el teatro musical: establecer que sus capacidades iban más allá de las parodias, garantizarle credenciales artísticas y demostrar que era un escritor de amplio rango, cómodo no solo con el drama humano, sino también con el humor de las farsas. El éxito de estas obras, especialmente el de Pygmalion and Galatea, dio a Gilbert un prestigio que sería crucial para sus futuras colaboraciones con Sullivan.
Esos trabajos demostraron el deseo de Gilbert de ofrecer a las audiencias respetables y educadas comedias más refinadas y de mejor gusto que las usuales farsas y parodias interpretadas en Londres. Por otro lado, durante el mismo periodo, Gilbert probó hasta qué límites podía llegar una sátira en el teatro. Colaboró con Gilbert Arthur à Beckett en The Happy Land (1873), una sátira política (en parte, una parodia de su propia obra The Wicked World), la cual fue brevemente prohibida debido a sus caricaturas poco halagadores de William Ewart Gladstone y sus ministros. Similarmente, The Realm of Joy (1873) estaba ambientada en la entrada de un teatro que presentaba una obra escandalosa (queda implícito que se trataría de The Happy Land), incluyendo burlas a costa del Lord Chamberlain. Sin embargo, en Charity, Gilbert usa la libertad del teatro de una manera diferente al hacer una fuerte crítica a las diferentes maneras en que la sociedad victoriana trata a los hombres y mujeres que han tenido sexo antes del matrimonio, lo cual anticipó las «obras problemáticas» de Shaw y Ibsen.

### Gilbert como director
Gilbert dirigió la mayoría de sus obras y óperas y tenía firmes opiniones sobre cómo debían interpretarse. Fue altamente influenciado por las innovaciones en la dirección teatral realizadas por los dramaturgos James Planché y, especialmente, Thomas William Robertson. Gilbert asistía a ensayos de obras dirigidas por Robertson para aprender directamente del director y comenzó a aplicar sus nuevos conocimientos en algunas de sus primeras obras. Buscaba realismo en la actuación, aunque no en el contenido de sus obras (aun así escribió una comedia romántica en el estilo naturalista, Sweethearts, como un tributo a Robertson), rechazaba la interacción tímida con el público e insistía en un estándar de caracterización donde los personajes nunca están conscientes de su propio absurdo, pero eran internamente coherentes. Con este estilo, Gilbert sentó las bases para que futuros dramaturgos como George Bernard Shaw y Oscar Wilde florecieran en el teatro inglés.

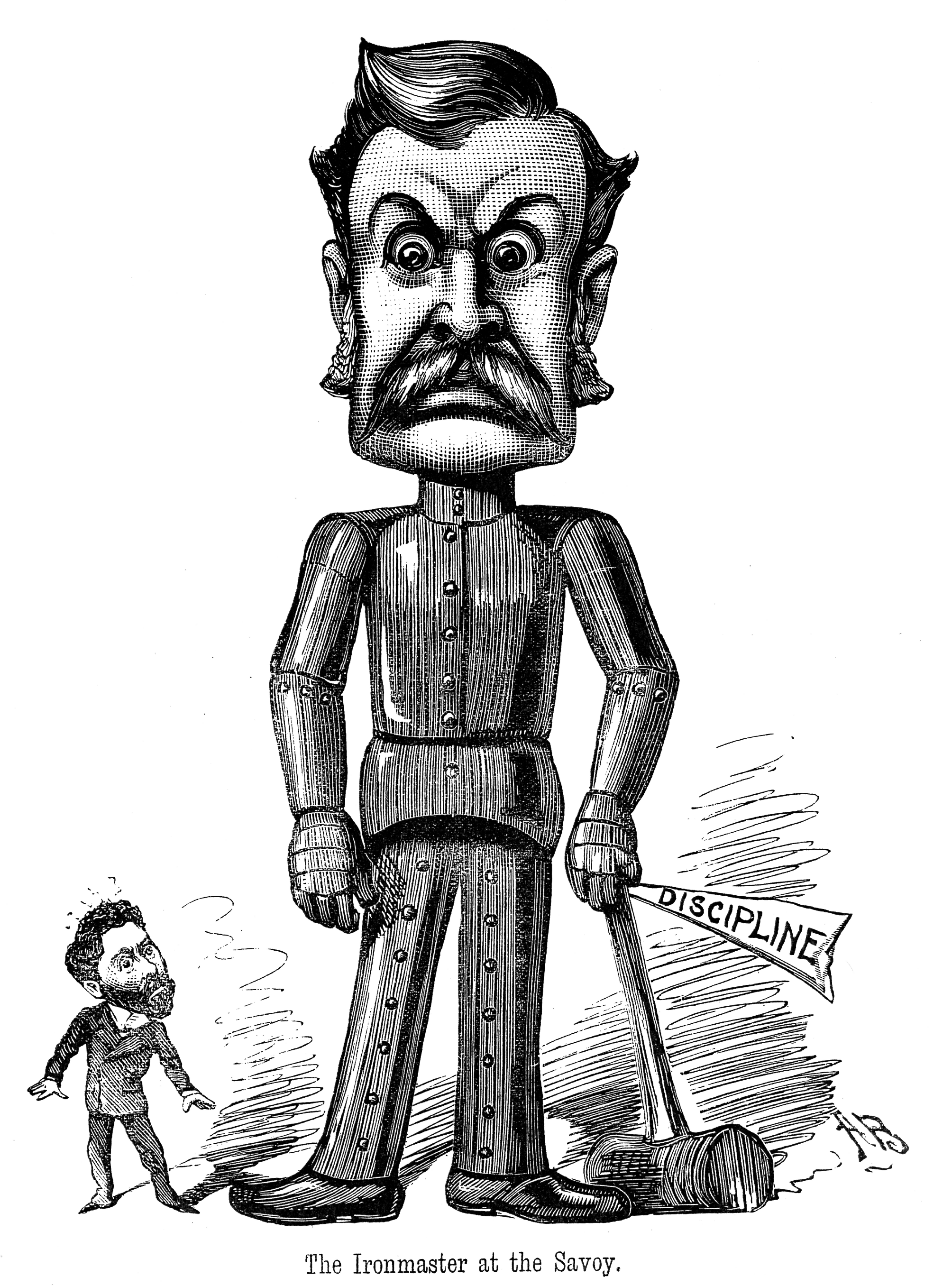
Caricatura de 1884, The Ironmaster at the Savoy (El Maestro de forja en el Savoy): Gilbert con el mazo de disciplina; Richard D'Oyly Carte reacciona.

Robertson «introdujo a Gilbert a la noción revolucionaria de ensayos disciplinados y al mise-en-sccène o unidad de estilo en toda la presentación: dirección, diseño, música». Al igual que Robertson, Gilbert exigía disciplina a sus actores. Insistía en que sus actores conocieran sus libretos perfectamente y que obedecieran sus indicaciones en el escenario, lo cual era algo relativamente nuevo en aquellos días. «No hay duda de que Gilbert era un buen director. Era capaz de extraer de sus actores actuaciones naturales y claras, lo cual cumplía con su deseo de presentar barbaridades de manera directa». Gilbert se preparaba meticulosamente para cada trabajo nuevo, realizando modelos del escenario, actores y piezas del set y diseñando cada acción con antelación. Gilbert no trabajaba con actores que desafiaran su autoridad. Además, era descrito como «un perfecto autócrata, insistiendo en que sus textos sean expresados, incluyendo la inflexión de la voz, tal y como él lo dicta. Él se pararía en el escenario junto al actor o actriz y repetiría las palabras con la acción apropiada una y otra vez hasta que fueran representadas como él desea». Incluso durante largas producciones y reestrenos, Gilbert supervisaba cuidadosamente las presentaciones de sus obras, asegurándose de que los actores no añadieran, eliminaran ni parafrasearan el diálogo. Gilbert era famoso por mostrar cómo actuar, incluso siendo una persona mayor. También actuó en varias producciones durante su vida, incluyendo presentaciones como el Asociado en Trial by Jury, como sustituto para un actor enfermo en su obra Broken Hearts y en matinés caritativas de sus obras de un solo acto, tales como el rey Claudio en Rosencrantz and Guildenstern.

## Colaboraciones con Sullivan

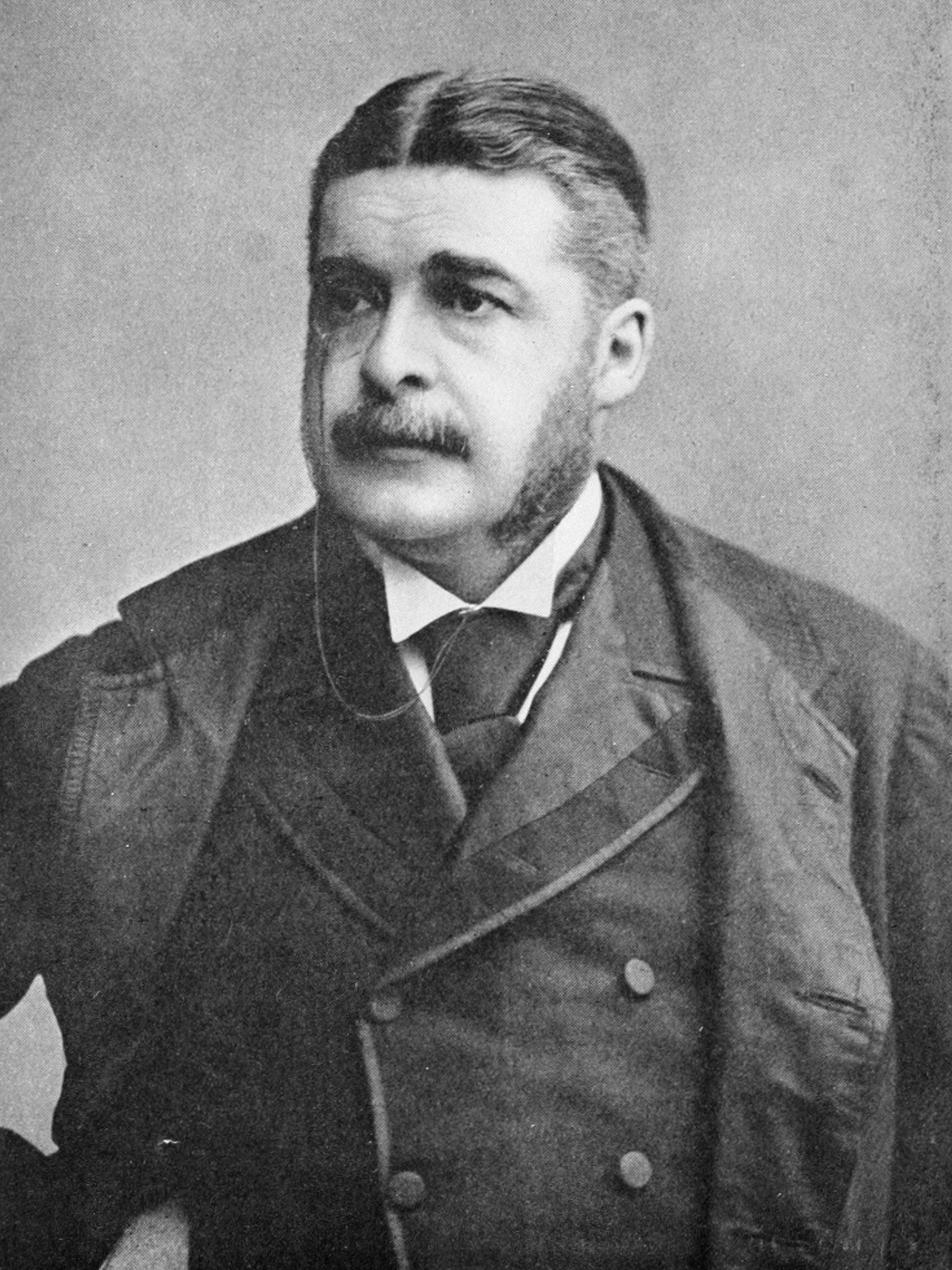
Sir Arthur Seymour Sullivan.

### Primeras colaboraciones en medio de otros trabajos
En 1871, John Hollingshead encargó a Gilbert que trabajara junto con Arthur Sullivan en una pieza navideña, Thespis, para el Gaiety Theatre. Thepsis tuvo mayor taquilla que cinco de sus nueve competidores durante la temporada navideña y más tarde fue reestrenada para una presentación benéfica. Sin embargo, nada más sucedió en este punto y Gilbert y Sullivan continuaron trabajando por separado. Gilbert trabajó nuevamente con Clay en Happy Arcadia (1872) y con Alfred Cellier en Topsyturveydom (1874). Igualmente, continuó escribiendo farsas, libretos de operetas, extravaganzas, comedias de hadas, adaptaciones de novelas y traducciones del francés. También en 1874, después de un alejamiento de tres años, publicó su última contribución para la revista Fun (Rosencrantz and Guildenstern). Posteriormente renunció por desacuerdos con los intereses de los nuevos dueños.

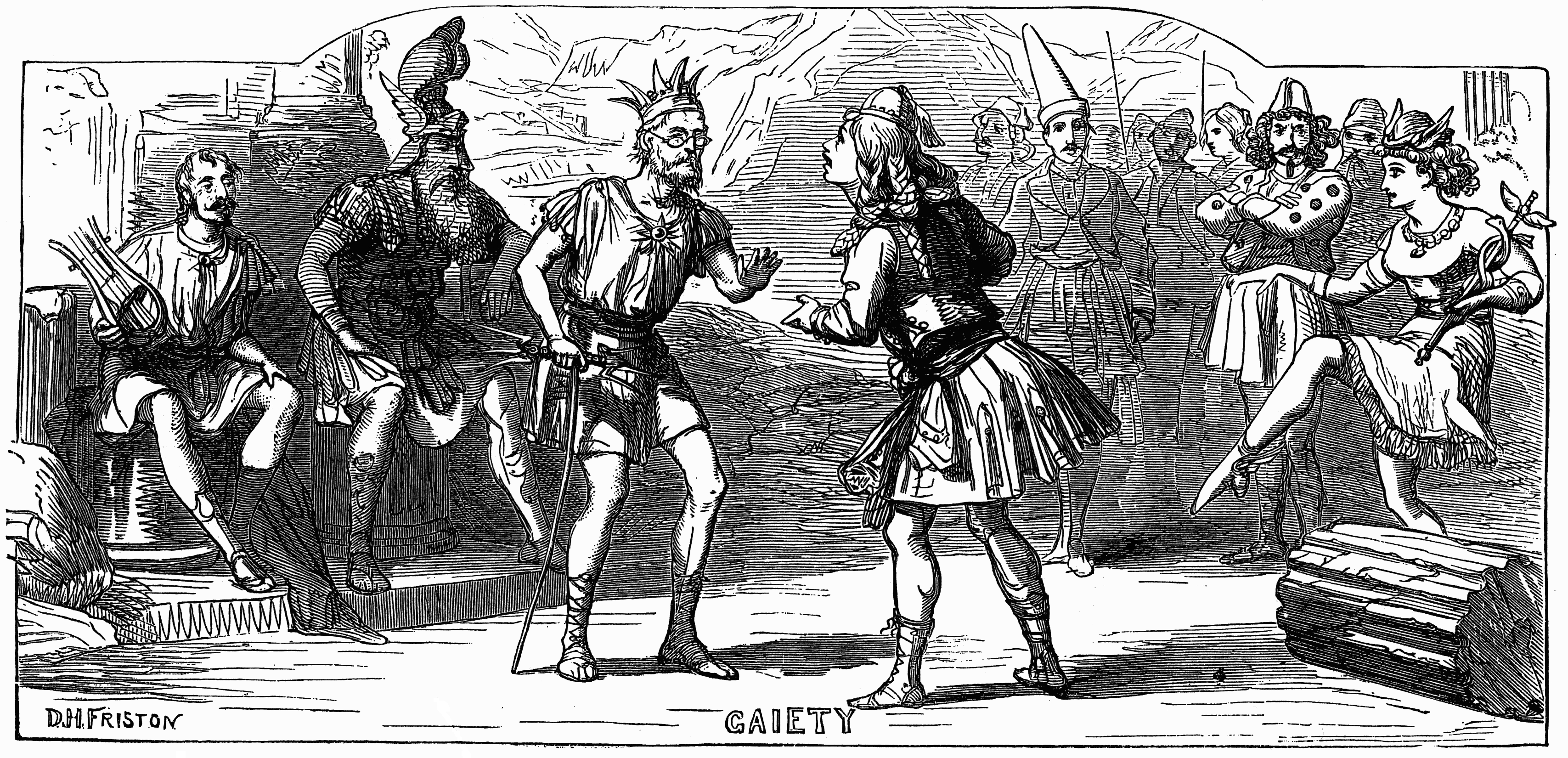
Una ilustración contemporánea de Thespis en el Illustrated London News del 6 de enero de 1872.

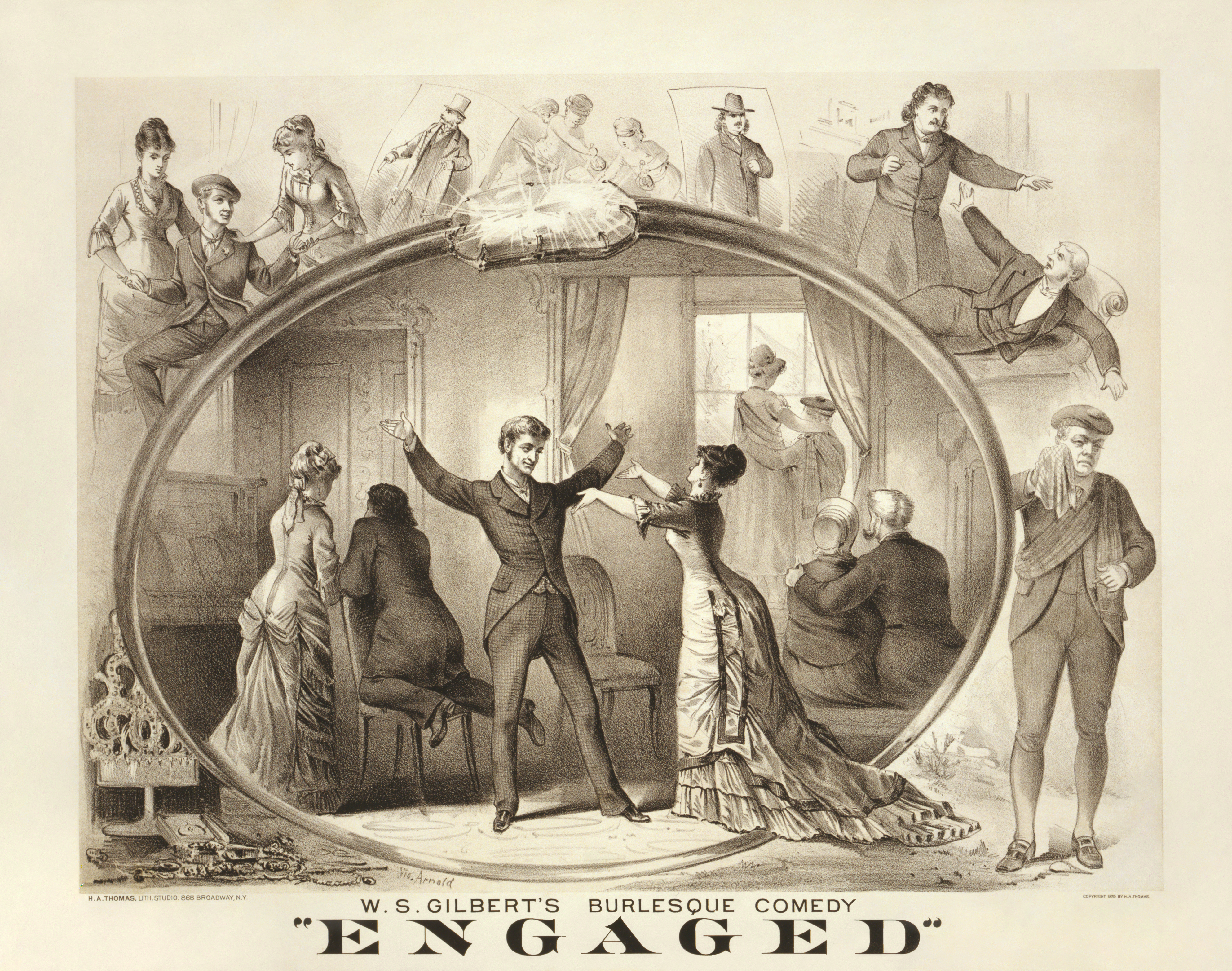
Engaged, la obra no musical más exitosa de Gilbert.

Cuatro años después de que Thespsis fuese producida, ambos trabajaron juntos nuevamente. En 1868, Gilbert había publicado un pequeño libreto cómico en la revista Fun titulado Trial by Jury: An Operetta y, en 1873, organizó con el compositor y gerente teatral Carl Rosa una expansión de la obra en un libreto de un acto. La esposa de Rosa iba a cantar el papel principal, pero murió dando a luz en 1874. Más tarde, ese año, Gilbert le ofreció el libreto a Richard D'Oyly Carte, pero éste no podía trabajar la pieza en ese momento. A principios de 1875, Carte administraba el Royalty Theatre y necesitaba una ópera corta para ser interpretada como afterpiece para La Périchole de Jacques Offenbach, por lo que contactó con Gilbert, le preguntó acerca de la pieza y sugirió que Sullivan trabajara la pieza. Sullivan se entusiasmó con la idea y Trial by Jury fue compuesta pocas semanas después. La pequeña pieza fue un éxito, siendo presentada por más tiempo que La Périchol y reestrenada en otros teatros.
Gilbert continuó con su propósito de recuperar la respetabilidad para su profesión. Una de la barreras para que esto sucediera era que las obras no se publicaban en un formato adecuado para la «biblioteca de un caballero», sino en ediciones baratas y poco atractivas hechas para ser usadas por los actores, no para el lector hogareño. Para ayudar a rectificar esto, a finales de 1875, Gilbert hizo que los editores Chatto and Windus publicaran un volumen de sus obras en un formato diseñado para atraer al lector general, con una llamativa cubierta y una tipografía clara. El volumen contenía sus obras más respetables, incluyendo sus trabajos más serios y finalizada de manera traviesa por Trial by Jury.
Luego del éxito de Trial by Jury, se discutió la posibilidad de reestrenar Thespis, pero Gilbert y Sullivan no fueron capaces de llegar a un acuerdo con Carte y sus patrocinadores. La música de Thespis nunca fue publicada y la mayoría se encuentra perdida. Pasó algún tiempo hasta que Carte fue capaz de reunir fondos para otra ópera de Gilbert y Sullivan y durante este periodo Gilbert produjo varios trabajos, entre los que se encuentran Tom Cobb (1875), Eyes and No Eyes (1875, su último espectáculo para German Reed) y Princess Toto (1876), una ópera cómica de tres actos, la cual fue su último y más ambicioso trabajo con Clay. También escribió dos obras serias, Broken Hearts (1875) y Dan'l Druce, Blacksmith (1876).
También durante este periodo, Gilbert escribió su obra cómica más exitosa, Engaged (1877), la cual inspiró La importancia de llamarse Ernesto de Oscar Wilde. Engaged es una parodia del drama romántico y fue escrita en el mismo estilo satírico de muchas de las Bab Ballads y de las óperas del Savoy, con un personaje clamando su amor a cada mujer en la obra; los inocentes escoceses «rústicos» quienes se ganan la vida descarrilando trenes y cobran a los pasajeros por sus servicios y, en general, el romance es olvidado en favor del beneficio económico. Engaged continúa siendo interpretada hoy en día por compañías profesionales al igual que amateurs.

### Los años de mayor colaboración

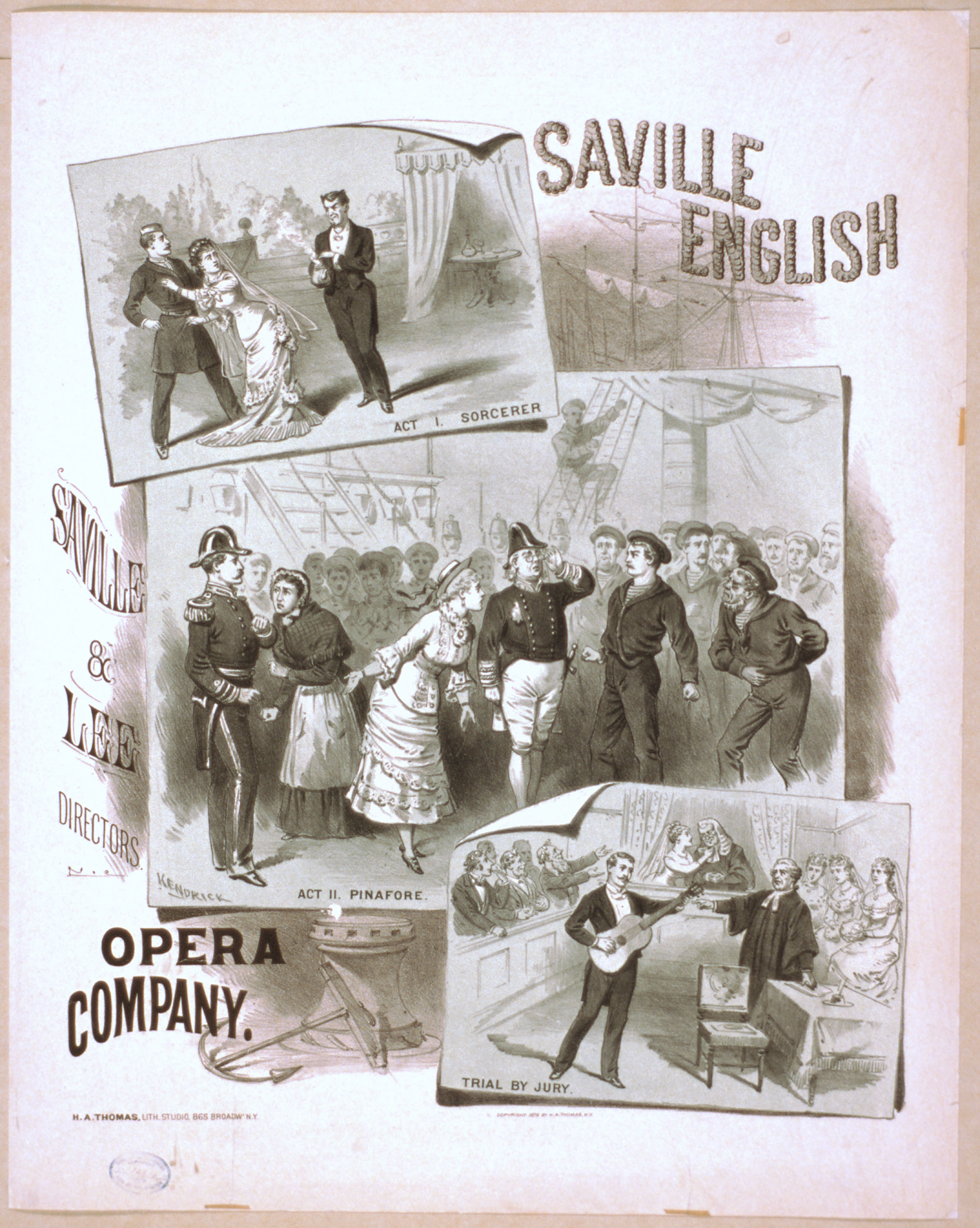
Un afiche mostrando escenas de las primeras tres óperas de Gilbert y Sullivan luego de Thespis.

Carte finalmente organizó una sociedad en 1877 y formó la Comedy Opera Company (Compañía de Ópera Cómica) para lanzar una serie de óperas cómicas originales, iniciando con la tercera colaboración entre Gilbert y Sullivan, The Sorcerer, en noviembre de 1877. Este trabajo fue un éxito modesto y fue seguida por H.M.S. Pinafore en mayo de 1878. A pesar de un inicio lento debido al verano abrasador, la obra se convirtió en una favorita en el otoño. Luego de una disputa con Carte acerca de la división de las ganancias, los otros socios de la compañía contrataron a matones para que entraran al teatro una noche a robar los escenarios y vestuario para tratar de iniciar una compañía rival. El asalto fue repelido por tramoyistas y otros trabajadores que permanecieron fieles a Carte, quien continuó como empresario en solitario y cambió el nombre de la compañía por el de D'Oyly Carte Opera Company. H.M.S. Pinafore fue tan exitosa que varias producciones no autorizadas fueron realizadas en los Estados Unidos. Durante varios años, Gilbert, Sullivan y Carte trataron, sin éxito, de controlar los derechos de autor de sus obras en los Estados Unidos.

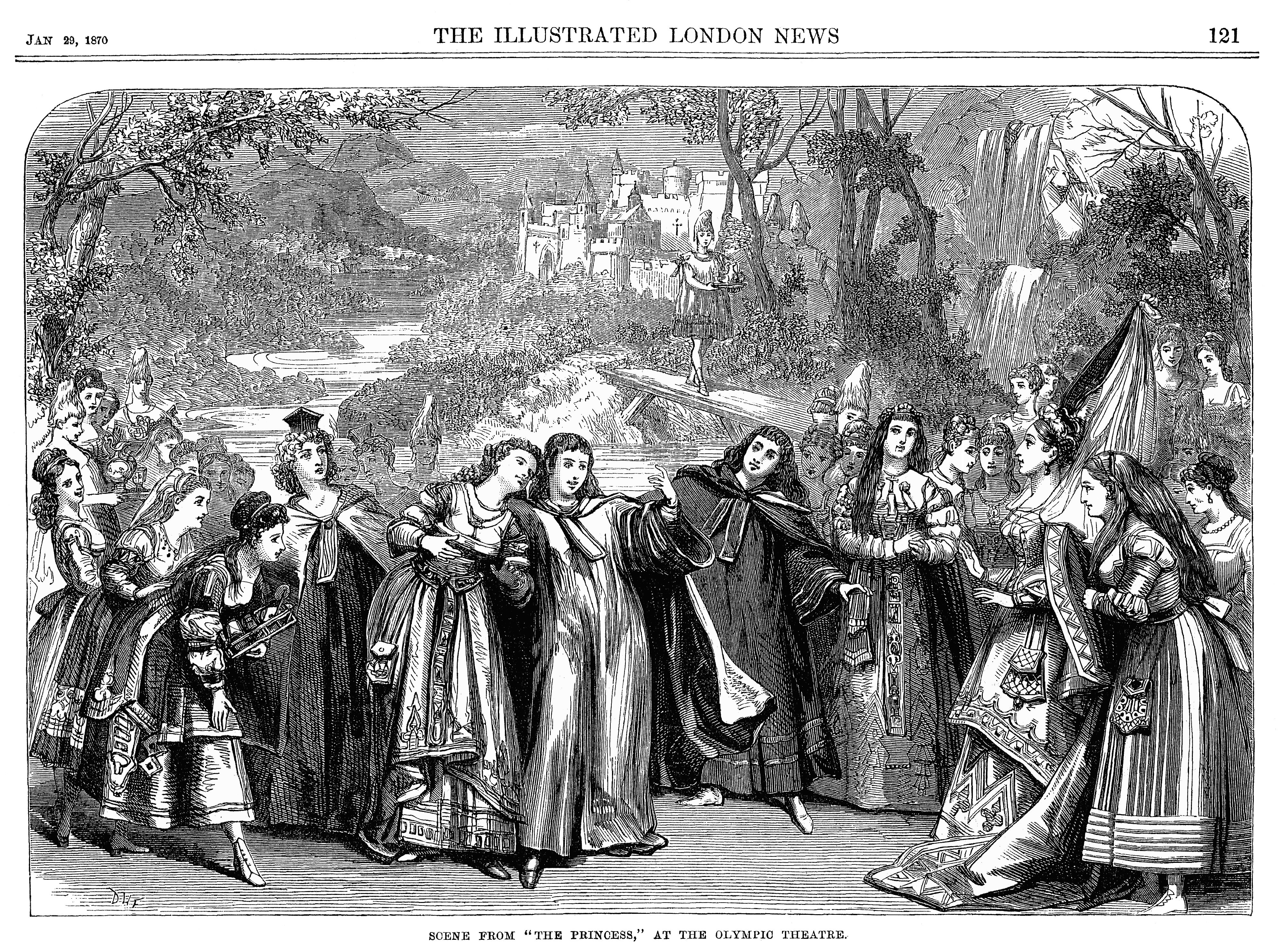
Gilbert tomó elementos de su farsa de 1870 The Princess, ilustrada aquí, y los usó en su ópera de 1884 Princess Ida.

Durante la década siguiente, las óperas del Savoy (el nombre dado a la serie por el Teatro Savoy que Carte construyó para albergarlas) fueron la principal actividad de Gilbert. Las exitosas óperas con Sullivan continuaron apareciendo cada uno o dos años y varias de ellas estuvieron entre las producciones de mayor duración hasta ese momento en la historia del teatro musical. Luego de H.M.S. Pinafore vinieron The Pirates of Penzance (1879), Patience (1881), Iolanthe (1882), Princess Ida (1884, basada en una de sus farsas anteriores, The Princess), El Mikado (1885), Ruddigore (1887), Los alabarderos de la Casa Real (1888) y The Gondoliers (1889). Gilbert no solo dirigió y veló por todos los aspectos de producción de estos trabajos, sino que también diseñó el vestuario de Patience, Iolanthe, Princess Ida y Ruddigore.

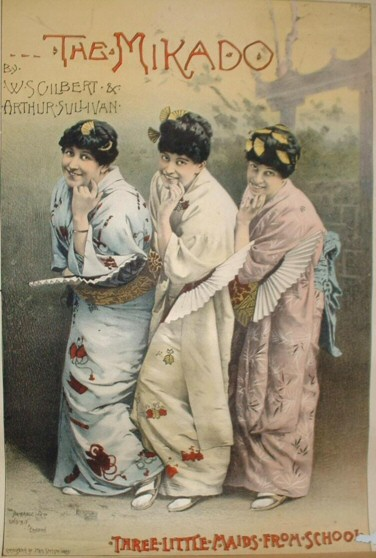
Litografía de El Mikado.

Durante este periodo, Gilbert y Sullivan también colaboraron en otro trabajo importante, el oratorio The Martyr of Antioch, estrenada en el Festival Musical Trienal de Leeds en octubre de 1880. La obra está basada en un poema épico de Henry Hart Milman, el cual Gilbert adaptó en un libreto adecuado para la música, además de agregar partes originales. Al mismo tiempo, Gilbert escribió varias obras para ser presentadas en otros lugares, tanto dramas serios (por ejemplo The Ne'er-Do-Wee, 1878) y trabajos humorísticos (por ejemplo Foggerty's Fairy, 1881). Sin embargo, no volvió a publicar múltiples obras cada año, como solía hacerlo. De hecho, durante los nueve años que separaron The Pirates of Penzance y The Gondoliers, solo escribió tres obras, excluyendo las colaboraciones con Sullivan. Solo uno de esos trabajos fue exitoso, Comedy and Tragedy.
En 1878, Gilbert cumplió su sueño de interpretar a Arlequín, lo cual hizo en el Gaiety Theatre como parte de una producción amateur caritativa de The Forty Thieves, parcialmente escrita por él mismo. El productor John Hollingshead más tarde describió que, «la gema de la interpretación fue el serio y determinado Arlequín de W. S. Gilbert. Me dio una idea de lo que Oliver Cromwell hubiera hecho del personaje». Otro miembro del elenco recordó que Gilbert era incansablemente entusiasta acerca de la obra e invitaba al elenco a cenar a su hogar para hacer ensayos extra. «Un compañero más placentero, más afable o agradable de lo que él era sería difícil, sino imposible, de encontrar». En 1882, Gilbert hizo que instalaran un teléfono en su casa y en el Teatro Savoy, para poder monitorear las actuaciones y ensayos desde el estudio de su casa. Gilbert se había referido a la nueva tecnología en H.M.S. Pinafore en 1878, sólo dos años después de que fuera inventada y antes de que Londres tuviera servicio telefónico.

### La disputa de la alfombra y el final de las colaboraciones
Algunas veces, Gilbert tuvo una relación de trabajo tensa con Sullivan, parcialmente causada por el hecho de que cada uno creía que su trabajo era subyugado al del otro y también por las personalidades opuestas de los dos; Gilbert era descrito como polémico y notoriamente susceptible (aunque propenso a actos de extraordinaria bondad), mientras que Sullivan evitaba los conflictos. Además, Gilbert llenaba sus libretos de situaciones confusas en las que el orden social era puesto al revés. Luego de un tiempo, esos temas confrontaron el deseo de realismo y contenido emocional que Sullivan tenía. También, la sátira política de Gilbert se burlaba de aquellos en los círculos de privilegio, mientras que Sullivan estaba deseoso de socializar con los ricos y nobles quienes se convertirían en sus amigos y patrocinadores.

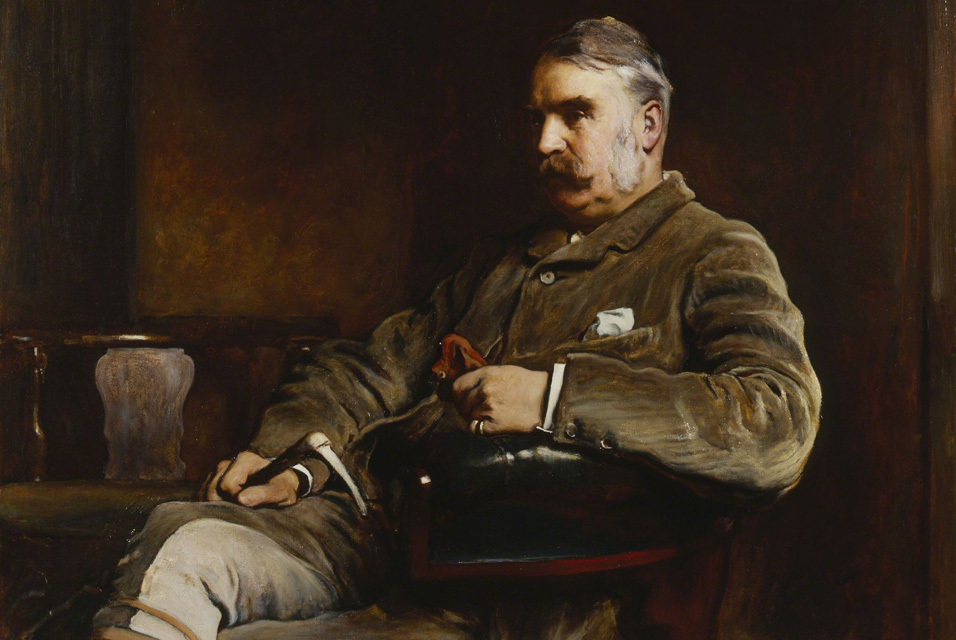
Retrato de Gilbert por Frank Holl (1886) en la National Portrait Gallery, al lado del retrato de 1888 de Sullivan por John Everett Millais.

Durante su colaboración, Gilbert y Sullivan riñeron varias veces debido a la elección de los temas de las obras. Luego de Princess Ida y Ruddigore, las cuales fueron mucho menos exitosas que las otras siete óperas desde H.M.S. Pinafore hasta The Gondoliers, Sullivan quiso abandonar la sociedad, diciendo que los argumentos de Gilbert eran repetitivos y que las óperas no lo satisfacían artísticamente. Mientras los dos artistas solucionaban sus diferencias, Carte mantuvo el Savoy abierto con reestrenos de sus trabajos anteriores. Cada vez que reñían, luego de una pausa de pocos meses, Gilbert respondía con un libreto que cumplía con los deseos de Sullivan y la sociedad era capaz de continuar exitosamente.
Durante el periodo de estreno de The Gondoliers, Gilbert reclamó a Carte los costos de producción. Carte había cobrado los costos de una nueva alfombra para la entrada del Teatro Savoy a la pareja. Gilbert creía que esto era un costo de mantenimiento que debería ser pagado por Carte solo. El investigador Andrew Crowther explica que, a pesar de todo, la alfombra era solo uno de los ítems en disputa y el verdadero problema no era el valor monetario de las cosas, sino si Gilbert y Sullivan podían confiar a Carte sus asuntos financieros. Gilbert sostenía que Carte al menos había hecho una serie de equivocaciones en la contabilidad y, en el peor caso, había tratado deliberadamente de estafarlos. Crowther cree que, a pesar de la dificultad para comprobar las acusaciones de Gilbert, estaba claro que algo iba muy mal con la contabilidad en aquel tiempo. Gilbert escribió a Sullivan el 28 de mayo de 1891, un año luego de la disputa, comunicándole que Carte había admitido «un recargo no intencional de casi 1000 libras solo en las cuentas de iluminación eléctrica».
Sullivan se alió con Carte, quien estaba construyendo un teatro en Londres para la producción de nuevas Grand Opéras inglesas, siendo Ivanhoe de Sullivan la obra inaugural. Mientras la prolongada riña se difundía públicamente, Gilbert escribió The Mountebanks con Alfred Cellier y Haste to the Wedding con George Grossmith.

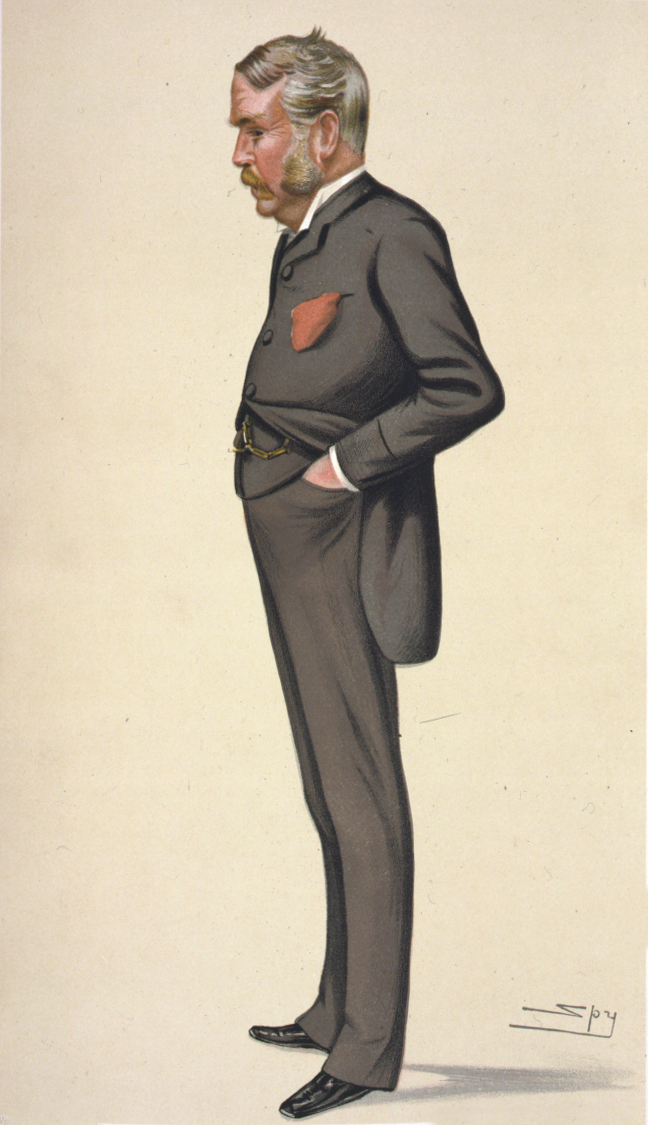
Gilbert por el caricaturista Leslie Ward.

En 1891, luego de muchos intentos fallidos para reconciliar al par, Tom Chappell, el editor musical que publicaba sus óperas, trató de mediar entre ambos y, después de tres semanas, tuvo éxito. Gilbert y Sullivan produjeron dos óperas más: Utopia, Limited (1893) y The Grand Duke (1896. Gilbert también escribió un tercer libreto (His Excellency, 1894), pero su insistencia en seleccionar como actriz a Nancy McIntosh, su protegida de Utopia, Limited, llevó a que Sullivan rehusara participar. Utopia, Limited, la cual trataba de un intento por «anglicanizar» un reino isleño del Pacífico Sur, fue solo un éxito modesto y The Grand Duke, en la cual un elenco teatral toma control de un ducado, fue un gran fracaso. Posteriormente, la pareja se separó de forma definitiva. Sullivan continuó componiendo óperas cómicas con otros libretistas, pero murió cuatro años más tarde, en 1900. En 1904, Gilbert escribiría que «la ópera del Savoy ha sido extinguida por la deplorable muerte de mi distinguido colaborador, sir Arthur Sullivan. Cuando el evento ocurrió, no vi a nadie con quien yo sintiera que podría trabajar con satisfacción y éxito, por lo que dejé de escribir libretos».

## Últimos años
Gilbert construyó el Garrick Theatre en 1889. En 1890, se mudó junto con su esposa a Grim's Dyke en Harrow (Londres), residencia que él había comprado a Robert Heriot, a quien el artista Frederick Goodall había vendido la propiedad en 1880. En 1891, Gilbert fue nombrado juez de paz para Middlesex. Luego de haber dado un papel a Nancy McIntosh en Utopia, Limited, el matrimonio Gilbert se encariñó con la actriz y llegó a ser considerada una hija adoptada no oficial, mudándose a vivir con ellos en Grim's Dyke. Ella continuó viviendo allí, incluso luego de la muerte de Gilbert, hasta la muerte de la Sra. Gilbert en 1936.

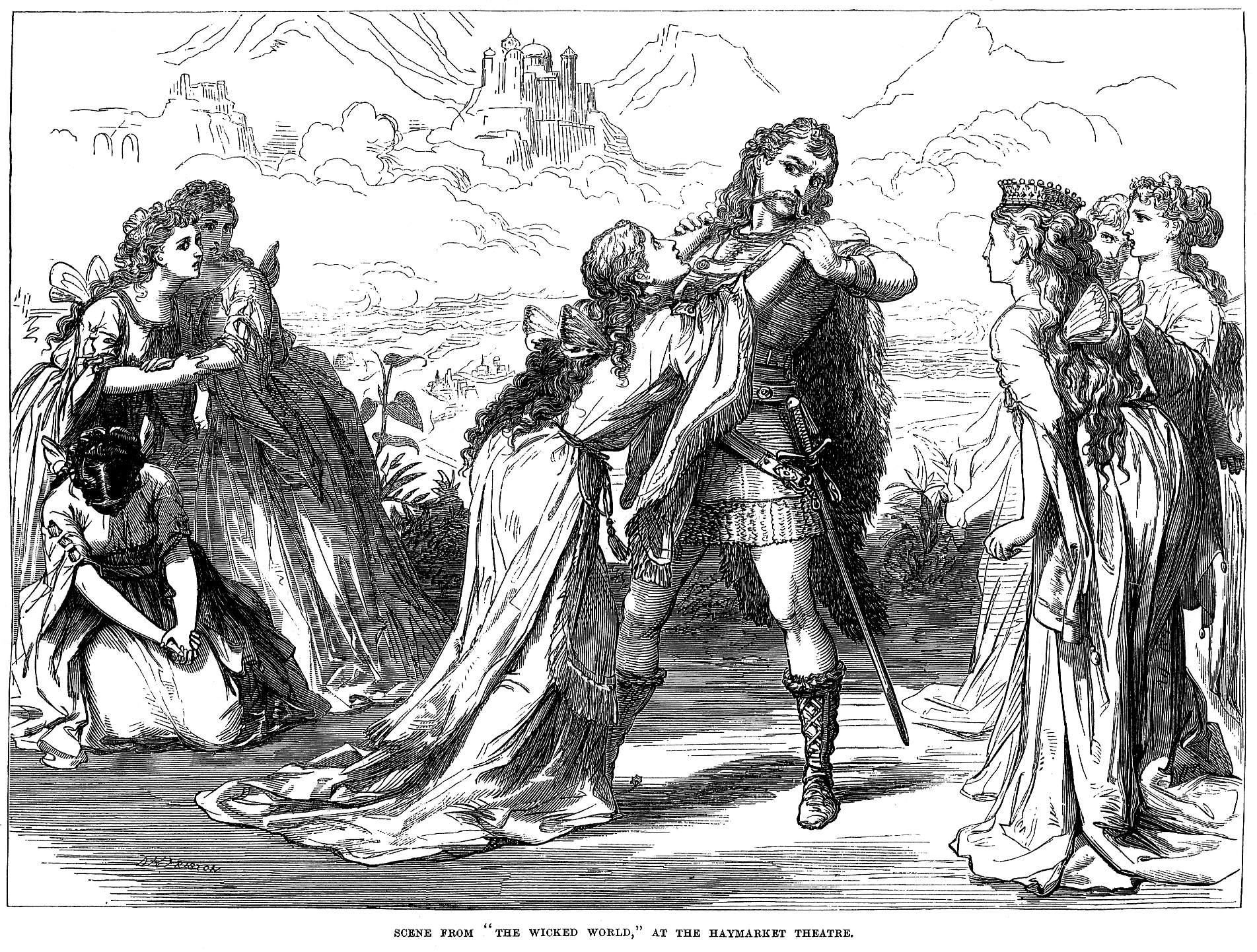
Ilustración por D. H. Friston de una escena de The Wicked World, de la cual Gilbert tomó elementos para escribir Fallen Fairies.

Aunque Gilbert anunció su retiro del teatro después de la pobre recepción de su último trabajo con Sullivan, The Grand Duke (1896), y de su obra de 1897 The Fortune-Hunter, produjo al menos tres obras más durante los últimos 12 años de vida, incluyendo una ópera poco exitosa, Fallen Fairies (1909) con Edward German. Gilbert también continuó supervisando los reestrenos de sus trabajos por la D'Oyly Carte Opera Company. Su última obra, The Hooligan, producida cuatro meses antes de su muerte, es un análisis de un joven matón condenado en prisión. La pieza fue tan cruda y poderosa que, de acuerdo con Alec Tweedie, «las mujeres [en la audiencia] se desmayaban». The Hooligan fue uno de los dramas serios más exitosos de Gilbert y los expertos han concluido que, en los últimos meses de su vida, él estaba desarrollando un nuevo estilo, una «mezcla de ironía, temas sociales y realismo mugriento».
Gilbert fue nombrado caballero el 15 de julio de 1907 en reconocimiento por sus contribuciones al drama. Sullivan había recibido la misma distinción en 1883 por sus contribuciones a la música. Gilbert fue el primer escritor británico en ser caballero exclusivamente por sus obras; otros caballeros dramaturgos como William Davenant y John Vanbrugh, fueron nombrados caballeros por sus servicios políticos u otros ajenos a su profesión.

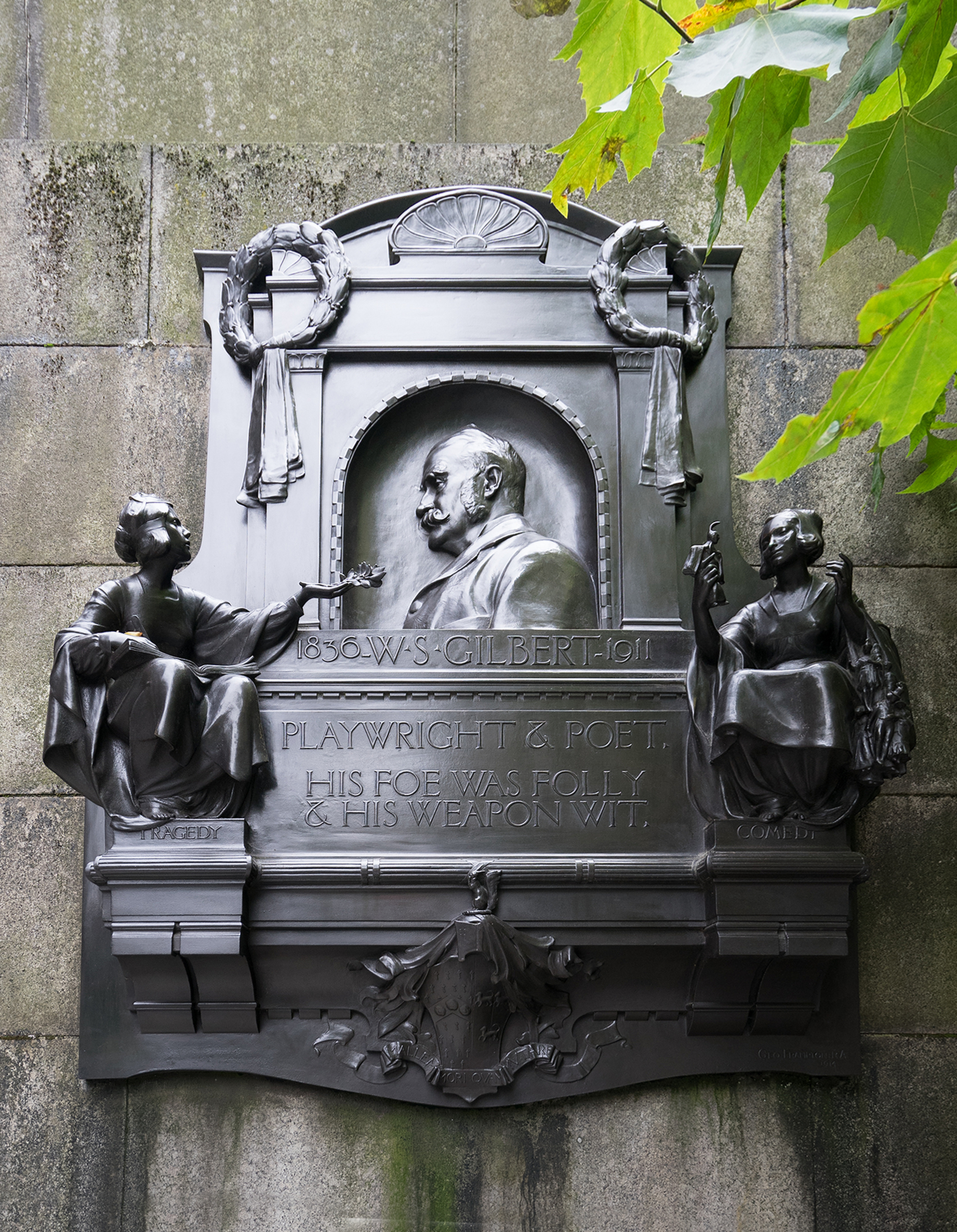
Memorial a W. S. Gilbert en el Victoria Embankment, Londres.

El 29 de mayo de 1911, Gilbert estaba enseñando a nadar a dos jóvenes damas en el lago de su hogar, cuando una de ellas perdió el equilibrio y cayó al agua. Gilbert se lanzó a salvarla, pero sufrió un ataque cardiaco en medio del lago y se ahogó. Sus cenizas fueron enterradas en la iglesia de San Juan el Evangelista en Stanmore.

## Personalidad y legado
Jessie Bond escribió que Gilbert «era irritable y frecuentemente irrazonable y no soportaba ser frustrado, pero no entiendo como alguien pudo llamarlo poco amistoso». Aparte de sus desacuerdos creativos con Sullivan (que llevarían a la ruptura de la colaboración), el temperamento de Gilbert provocó la pérdida de su amistad con varias personas. Por ejemplo, tuvo una riña con su antiguo asociado Charles H. Workman acerca del despido de Nancy McIntosh de la producción de Fallen Fairies. Su amistad con el crítico teatral Clement Scott también se vio afectada. Sin embargo, Gilbert podía ser extraordinariamente bondadoso. Durante la enfermedad terminal de Scott en 1904, Gilbert donó un fondo para él, lo visitó casi todos los días y asistió a su esposa, a pesar de no haber tenido una relación amistosa con él durante los últimos 16 años. Similarmente, Gilbert había escrito varias obras a petición del actor cómico Edward Askew Sothern. Sin embargo, Sothern murió antes de poder interpretar la última de estas, Foggerty's Fairy. Gilbert compró la obra de vuelta a su viuda.

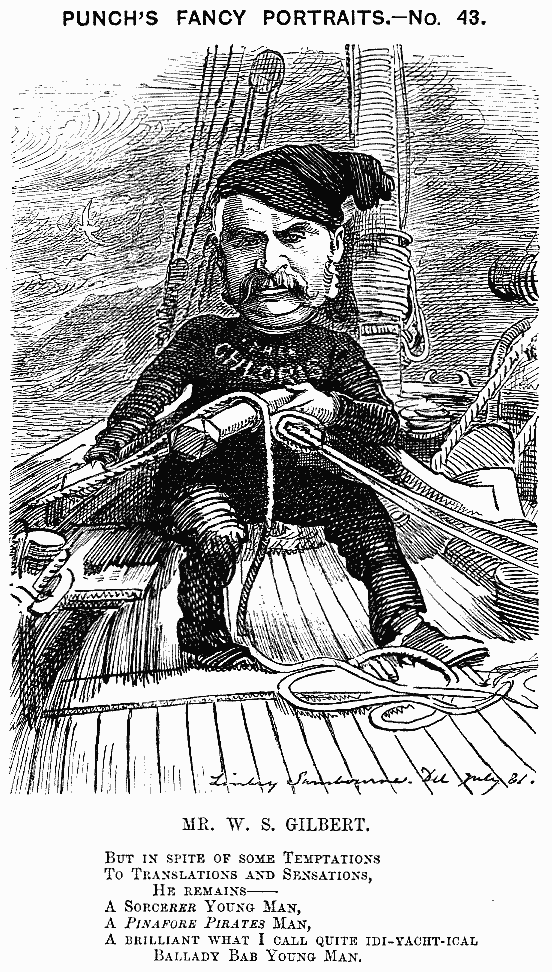
Caricatura en la revista Punch, 1881.

Tal y como lo ilustran vívidamente los textos acerca de Gilbert escritos por Seymour Hicks y su esposa Ellaline Terriss, sus relaciones con mujeres eran más exitosas que sus relaciones con hombres. De acuerdo con George Grossmith, Gilbert también amaba a los niños:

Durante mi peligrosa enfermedad, Gilbert nunca falló un día en venir y preguntar por mí... y mantenerme riendo a carcajadas todo el tiempo... Pero para ver a Gilbert de la mejor manera, es verlo en una de sus fiestas infantiles. Aunque no tiene hijos, él ama a los niños y haría cualquier cosa para complacerlos. Nunca estuve más sorprendido que cuando en una ocasión Gilbert despidió algunos de sus amigos para venir junto con la Sra. Gilbert a una fiesta infantil en mi propia casa.

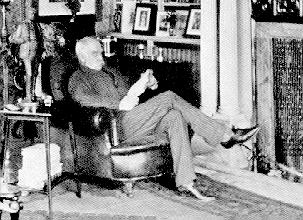
Gilbert en su biblioteca.

El legado de Gilbert, además de haber construido el Garrick Theatre y escribir las óperas del Savoy y otros trabajos que continúan siendo interpretados y reeditados, se siente con mayor fuerza en la actualidad a través de su influencia en los musicales británicos y estadounidenses. Las innovaciones en contenido y forma de los trabajos que él y Sullivan desarrollaron y las teorías de Gilbert acerca de la actuación y la dirección teatral influenciaron directamente el desarrollo de los musicales durante el siglo XX. Las letras de Gilbert empleaban juegos de palabras, así como esquemas rítmicos complejos y de dos y tres sílabas y sirvieron como modelos para letristas de Broadway del siglo XX como P. G. Wodehouse, Cole Porter, Ira Gershwin y Lorenz Hart.
Además, se siguen escribiendo biografías acerca de la vida y el trabajo de Gilbert y su trabajo no solo es interpretado, sino también parodiado, usado en pastiches, citado e imitado en rutinas de comedia, cine, televisión y en otros medios.